# Карача-Иляк
Карача́-Иля́к (крымскотат. Qaraça İlâq, Къарача Илякъ) — исчезнувшее село в Первомайском районе Республики Крым, располагавшееся на юго-востоке района, в степной части Крыма, примерно в 0,5 км к югу от села Стахановка.

### Динамика численности населения
| - 1805 год — 139 чел. - 1864 год — 118 чел. - 1889 год — 113 чел. - 1892 год — 122 чел. | - 1900 год — 128 чел. - 1915 год — 52/116 чел. - 1926 год — 173 чел. - 1939 год — 226 чел. |

## История
Первое документальное упоминание села встречается в Камеральном Описании Крыма… 1784 года, судя по которому, в последний период Крымского ханства Карагаджи Лак входил в Ташлынский кадылык Акмечетского каймаканства.
После присоединения Крыма к России (8) 19 апреля 1783 года, (8) 19 февраля 1784 года, именным указом Екатерины II сенату, на территории бывшего Крымского Ханства была образована Таврическая область и деревня была приписана к Перекопскому уезду. После Павловских реформ, с 1796 по 1802 год, входила в Перекопский уезд Новороссийской губернии. По новому административному делению, после создания 8 (20) октября 1802 года Таврической губернии, Карача-Иляк был включён в состав Кучук-Кабачской волости Перекопского уезда.
По Ведомости о всех селениях в Перекопском уезде состоящих с показанием в которой волости сколько числом дворов и душ… от 21 октября 1805 года в деревне Карача-Иляк числилось 15 дворов, 134 крымских татарина и 5 ясыров. На военно-топографической карте 1817 года обозначена деревня Карачиляк с 19 дворами. После реформы волостного деления 1829 года Карачи-Иляк, согласно «Ведомости о казённых волостях Таврической губернии 1829 года» отнесли к Айтуганской волости. На карте 1836 года в деревне 29 дворов, как и на карте 1842 года.
В 1860-х годах, после земской реформы Александра II, деревню включили в состав Айбарской волости. В «Списке населённых мест Таврической губернии по сведениям 1864 года», составленном по результатам VIII ревизии 1864 года, Карача-Иляк — владельческая татарская деревня с 20 дворами, 118 жителями и мечетью. По обследованиям профессора А. Н. Козловского начала 1860-х годов, колодцы деревни, глубиной 20—22 сажени (42—45 м) вырублены в камне, вода в них пресная. На трёхверстовой карте Шуберта 1865—1876 года в деревне обозначено 18 дворов). В «Памятной книге Таврической губернии 1889 года» по результатам Х ревизии 1887 года записан Карача-Иляк, уже Григорьевской волости, с 17 дворами и 113 жителями.
После земской реформы 1890 года, Карача-Иляк отнесли к Бютеньской волости. Согласно «…Памятной книжке Таврической губернии на 1892 год», в экономии Карача-Иляк, находившейся в частном владении, было 122 жителя в 18 домохозяйствах. По «…Памятной книжке Таврической губернии на 1900 год» в волости числились деревня Карача-Иляк со 128 жителями в 19 дворах и одноимённый посёлок с 37 жителями и 7 дворами. По Статистическому справочнику Таврической губернии. Ч.II-я. Статистический очерк, выпуск пятый Перекопский уезд, 1915 год, в деревне Карача-Иляк Бютеньской волости Перекопского уезда числилось 34 двора (1 двор с землёй, 33 — безземельные) с татарским населением в количестве 52 человек приписных жителей и 116 — «посторонних», из которых 87 мужчин и 78 женщин. Жители владели 1000 десятинами удобной земли. В хозяйствах имелось 140 лошадей, 3 вола, 52 коровы и 230 голов мелкого скота.
После установления в Крыму Советской власти и учреждения 18 октября 1921 года Крымской АССР, в составе Симферопольского уезда был образован Биюк-Онларский район, в состав которого включили село. В 1922 году уезды получили название округов. 11 октября 1923 года, согласно постановлению ВЦИК, в административное деление Крымской АССР были внесены изменения, в результате которых был ликвидирован Биюк-Онларский район и село включили в состав Симферопольского. Согласно Списку населённых пунктов Крымской АССР по Всесоюзной переписи 17 декабря 1926 года, в селе Карача-Иляк, Джамбулду-Конратского сельсовета Симферопольского района, числилось 43 двора, из них 42 крестьянских, население составляло 173 человека, из них 164 татарина и 9 русских, действовала татарская школа. Постановлением КрымЦИКа от 15 сентября 1930 года был вновь создан Биюк-Онларский район, теперь как немецкий национальный, село, вместе с сельсоветом, включили в его состав. По данным всесоюзной переписи населения 1939 года в селе проживало 226 человек. В последний раз Карача-Иляк встречается на двухкилометровке РККА 1942 года.